# Пива, Чезаре
Чезаре Пива (итал. Cesare Piva; 19 октября 1907, Карпенедо — 5 декабря 1943, Плевля) — итальянский военный и партизан Народно-освободительной армии Югославии.

## Биография
Служил в пехоте и альпийских стрелках. На момент перемирия с союзниками занимал должность заместителя начальника штаба 14-го армейского корпуса. До капитуляции Италии служил в 19-й пехотной дивизии «Венеция», после капитуляции избежал разоружения и сбежал к югославским партизанам. Вступил в партизанскую дивизию «Гарибальди», где командовал 3-й бригадой.
Зимой 1943 года Пива участвовал в боях за Плевлю и эвакуации партизанских сил, проходившей в разгар немецкой наступательной операции «Кугельблиц». Во время артобстрела осколок снаряда попал Пиве в ногу: тот был эвакуирован и отправлен в лазарет, но от последствий ранения умер.
Командующий 2-м ударным армейским корпусом Пеко Дапчевич погибшего Пиву называл настоящим героем. Посмертно майор Чезаре Пива был награждён золотой медалью «За воинскую доблесть».